# Reine Alapini-Gansou
Reine Adélaïde Sophie Alapini-Gansou (11 de agosto de 1956) es una jurista beninesa y magistrada de la Corte Penal Internacional desde marzo de 2018. lapini-Gansou fue nombrada miembro de la Corte en diciembre de 2017, iniciando su mandato el 11 de marzo de 2018.